# Galactia brevipes
Galactia brevipes är en ärtväxtart som beskrevs av John Kunkel Small. Galactia brevipes ingår i släktet Galactia och familjen ärtväxter. Inga underarter finns listade i Catalogue of Life.